# Arquidiócesis de Bratislava
La arquidiócesis de Bratislava (en latín: Archidioecesis Bratislavien(sis) y en eslovaco: Bratislavská arcidiecéza) es una circunscripción eclesiástica latina de la Iglesia católica en Eslovaquia, sede metropolitana de la provincia eclesiástica de Bratislava. La arquidiócesis tiene al arzobispo Stanislav Zvolenský como su ordinario desde el 14 de febrero de 2008. 

## Territorio y organización

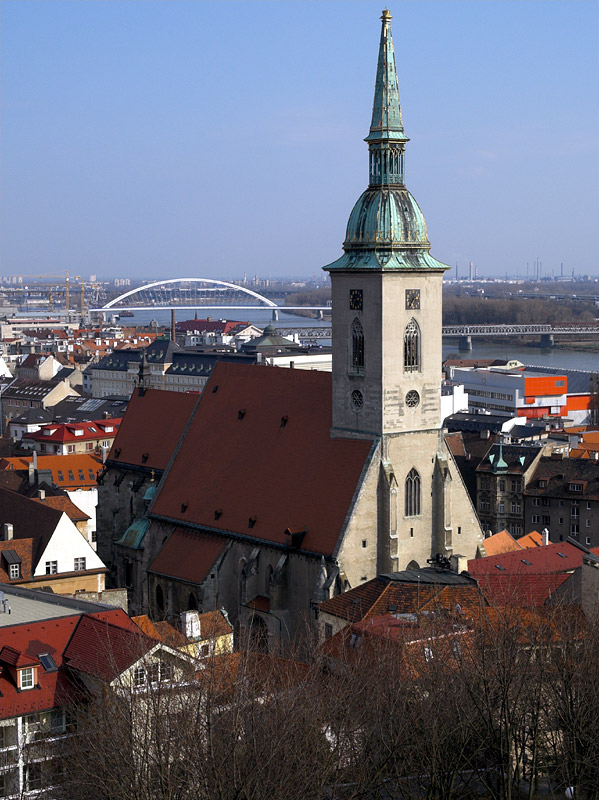
Torres de la iglesia en Eslovaquia, Danubio en Bratislava en 2007, Exterior de la Santa. Catedral de Martín, Bratislava, Most Apollo, Staré Mesto, Bratislava

La arquidiócesis tiene 3759 km² y extiende su jurisdicción sobre los fieles católicos de rito latino residentes en la región de Bratislava, los distritos de Skalica y Senica y la parte occidental del distrito de Dunajská Streda en la región de Trnava.
La sede de la arquidiócesis se encuentra en la ciudad de Bratislava, en donde se halla la Catedral de San Martín. En la arquidiócesis se encuentran dos importantes santuarios marianos, uno en Marianka y el otro la basílica de los Siete Dolores de la Virgen María en Šaštín.
En 2018 en la arquidiócesis existían 121 parroquias agrupadas en 10 decanatos: Bratislava Centro, Bratislava Norte, Bratislava Sur, Malacky, Pezinok, Senec, Senica, Skalica, Šamorín y Šaštín.
La arquidiócesis tiene como sufragáneas a las diócesis de Banská Bystrica, Nitra, Žilina y a la arquidiócesis de Trnava.

## Historia
La arquidiócesis fue erigida el 14 de febrero de 2008 con la bula Slovachiae sacrorum del papa Benedicto XVI, tras la división de la arquidiócesis de Bratislava-Trnava, que también dio origen a la arquidiócesis de Trnava.

## Estadísticas
De acuerdo al Anuario Pontificio 2019 la arquidiócesis tenía a fines de 2018 un total de 443 097 fieles bautizados.
| Año                                                                             | Población            | Población | Población      | Sacerdotes | Sacerdotes    | Sacerdotes    | Bautizados por sacerdote | Diáconos permanentes | Religiosos | Religiosos | Parroquias |
| Año                                                                             | Bautizados católicos | Total     | % de católicos | Total      | Clero secular | Clero regular | Bautizados por sacerdote | Diáconos permanentes | Varones    | Mujeres    | Parroquias |
| ------------------------------------------------------------------------------- | -------------------- | --------- | -------------- | ---------- | ------------- | ------------- | ------------------------ | -------------------- | ---------- | ---------- | ---------- |
| 2008                                                                            | 405 281              | 506 686   | 80.0           | 198        | 106           | 92            | 2046                     | 4                    | 208        | 323        | 180        |
| 2012                                                                            | 486 373              | 795 649   | 61.1           | 351        | 169           | 182           | 1385                     | 4                    | 335        | 560        | 122        |
| 2015                                                                            | 443 500              | 774 800   | 57.2           | 340        | 167           | 173           | 1304                     | 3                    | 288        | 522        | 121        |
| 2018                                                                            | 443 097              | 774 618   | 57.2           | 347        | 175           | 172           | 1276                     | 8                    | 251        | 460        | 121        |
| Fuente: Catholic-Hierarchy, que a su vez toma los datos del Anuario Pontificio. |                      |           |                |            |               |               |                          |                      |            |            |            |

## Episcopologio
- Stanislav Zvolenský, desde el 14 de febrero de 2008